# Рунге, Сакко Васильевич
Са́кко (Святосла́в) Васи́льевич Ру́нге (18 октября 1927 — 1 ноября 2003) — советский писатель, сценарист, редактор.

## Биография
Окончил Литературный институт имени А. М. Горького (1951).
Работал литературным редактором в газете «Советское искусство» (1952—1953), сотрудничал с «Литературной газетой» (1953—1954).
Был редактором Главной редакции сатиры и юмора Государственного комитета СССР по телевидению и радиовещанию (1958—1959).
Работал по договорам литературным редактором Всероссийского гастрольно-концертного объединения.
Сценарист ряда документальных и мультипликационных фильмов. В мультипликации работал преимущественно с Борисом Дёжкиным.
Часто работал в соавторстве с Александром Владимировичем Куммой. В 1975 году вышла книга С. В. Рунге и А. В. Куммы «Вторая тайна золотого ключика» — новое произведение о приключениях героев книги А. Н. Толстого «Золотой ключик, или Приключения Буратино».

## Фильмография[4]

### Сценарист
- 1957 — Знакомые картинки
- 1960 — «Железные друзья»
- 1961 — Мук (Мультипликационный крокодил) № 6
- 1962 — Живые цифры
- 1963 — Мы такие мастера
- 1963 — Свинья-копилка
- 1963 — Снежные дорожки
- 1964 — Кто поедет на выставку?
- 1964 — Шайбу! Шайбу!
- 1965 — Где я его видел?
- 1965 — Чьи в лесу шишки?
- 1966 — Агент Г.С.
- 1967 — Четверо с одного двора
- 1968 — Матч-реванш
- 1968 — Светлячок № 8
- 1970 — Метеор на ринге
- 1971 — Приключения красных галстуков
- 1971 — Калейдоскоп - 71. По грибы
- 1972 — В гостях у лета
- 1980 — Первый автограф
- 1981 — Приходи на каток
- 1984 — Кубик и Тобик
- 1984 — Не хочу и не буду
- 1985 — Цветочная песенка

### Автор текста
- 1964 — «Следы на асфальте»